# Lukas Vischer (Theologe)

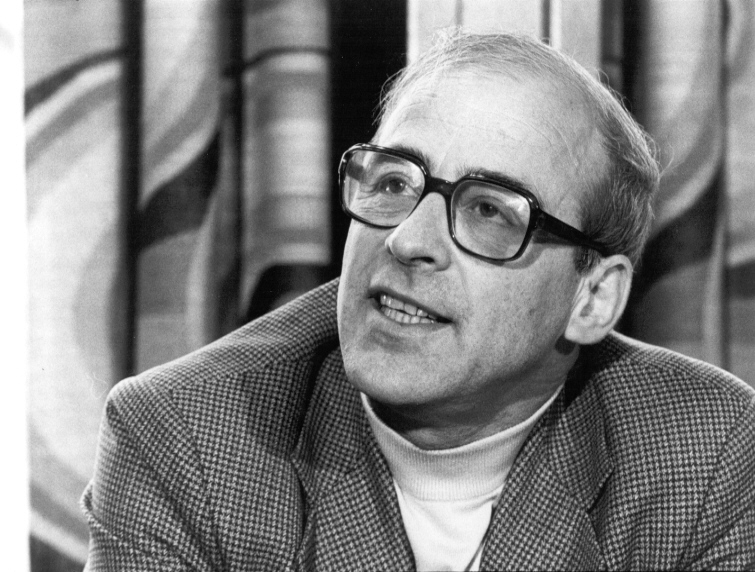
Lukas Vischer

Lukas Vischer (* 23. November 1926 in Basel; † 11. März 2008 in Genf) war ein Schweizer reformierter Theologe. Er war seit 1961 Forschungssekretär und von 1966 bis 1979 Direktor der Abteilung für Glauben und Kirchenverfassung des Ökumenischen Rates der Kirchen in Genf. 1980 bis 1992 leitete er die Evangelische Arbeitsstelle Ökumene Schweiz und lehrte an der Theologischen Fakultät der Universität Bern ökumenische Theologie. 1982 bis 1989 war er Vorsitzender der Theologischen Abteilung des Reformierten Weltbundes und von 1982 bis 2008 Moderator der Programm-Kommission des Centre John Knox in Genf. Die ökologische Verantwortung der Kirchen wurde in diesen Jahren zu einem Schwerpunkt seiner Arbeit.

## Leben und Wirken

### Jugend in Basel 1926–1953
Lukas Vischer entstammte einer Familie, die väterlicher- wie mütterlicherseits im öffentlichen Leben der Schweiz eine Rolle spielte. Geboren am 23. November 1926, wuchs er als jüngstes von vier Geschwistern in Basel auf und besuchte dort das Humanistische Gymnasium. Nach einem Probesemester in Recht und Geschichte studierte er ab 1946 Theologie in Basel, Strassburg und Göttingen. Seine Studienzeit beendete er mit einem Semester in Oxford und einer Dissertation bei Oscar Cullmann über den Kirchenvater Basilius den Grossen (1953).

### Gemeindepfarramt in Herblingen/Schaffhausen 1953–1961
1953 heiratete er die promovierte Juristin Barbara Schmidt und trat die Pfarrstelle Herblingen bei Schaffhausen an. Dort kamen ihre vier Kinder zur Welt. Im Kanton Schaffhausen engagierte er sich für die innerevangelischen Anfänge der späteren Arbeitsgemeinschaft christlicher Kirchen und wurde in die ökumenische Kommission des Schweizerischen Evangelischen Kirchenbundes delegiert.
Neben seinen pfarramtlichen Aufgaben habilitierte er sich 1955 über «Die Auslegungsgeschichte von 1. Kor. 6,1-11. Rechtsverzicht und Schlichtung». 1956 nahm er im Blick auf die Tagung des ÖRK-Zentralausschusses in Ungarn mit dem Ökumenischen Rat der Kirchen Kontakt auf. Es ging ihm darum, auf die Repression gegenüber ungarischen Kirchenvertretern hinzuweisen. Der ÖRK engagierte ihn für die Tagung als Übersetzer. Bald darauf erhielt er eine erste offizielle Aufgabe als Tutor der Graduate School im Ökumenischen Institut Bossey bei Genf. 1960 wurde er auf Vorschlag des ÖRK-Generalsekretärs Willem Adolf Visser’t Hooft als Forschungssekretär in die Abteilung des Ökumenischen Rates der Kirchen für Glauben und Kirchenverfassung gewählt.

### Im Dienst des Ökumenischen Rates der Kirchen (ÖRK) in Genf 1961–1979
Der Beginn von Lukas Vischers Arbeit fiel in die Zeit der 3. Vollversammlung des Ökumenischen Rates der Kirchen in New Delhi 1961. Sie veränderte die ökumenische Bewegung beträchtlich: Der Internationale Missionsrat und der ÖRK vereinigten sich, die orthodoxen Kirchen von Russland, Bulgarien, Rumänien und Polen schufen mit ihrem Beitritt eine gewichtige orthodoxe Präsenz, mehrere «junge» Kirchen der südlichen Kontinente erweiterten das internationale Spektrum, und erstmals nahmen römisch-katholische Beobachter an einer Vollversammlung teil.
Der Grundauftrag der Kommission «Glauben und Kirchenverfassung», in der Lukas Vischer als Forschungssekretär und ab 1966 als Direktor tätig war, lautet folgendermassen: «Die Bewegung für Glauben und Kirchenverfassung ist integraler Bestandteil des Ökumenischen Rates der Kirchen. Ihr Ziel ist seit jeher, ‹die Einheit der Kirche Jesu Christi zu verkündigen und die Kirchen aufzurufen zu dem Ziel der sichtbaren Einheit›. Dieses Ziel wird vor allem mit Hilfe von Studienprogrammen verfolgt, die sich mit den theologischen Fragen beschäftigen, welche die Kirchen voneinander trennen.… Wichtigste Arbeitsmethode von Glauben und Kirchenverfassung ist die Einberufung von Konsultationen in aller Welt, auf denen kirchentrennende Fragen sondiert und untersucht werden… Für die Organisation dieser Konsultationen und die Veröffentlichung der Tagungsergebnisse ist das Sekretariat für Glauben und Kirchenverfassung am Sitz des Ökumenischen Rates der Kirchen in Genf zuständig.»

#### Ökumenische Beziehungen
Leuenberger Konkordie – Kirchenunionen – Konfessionelle Weltbünde
Schon bald nach seiner Ankunft in Genf wurde Lukas Vischer aufgefordert, die seit 1955 geführten theologischen Gespräche zwischen Lutheranern und Reformierten auf europäischer Ebene zu begleiten. Die gegenseitigen Verurteilungen der Vergangenheit wurden als «den heutigen Stand der Lehre nicht mehr betreffend» erklärt. Nach zehn Jahren Arbeit wurde 1973 die Leuenberger Konkordie gutgeheissen und durch die Synoden der beteiligten Kirchen ratifiziert. 2003 entstand daraus die Gemeinschaft evangelischer Kirchen in Europa (GEKE).
Auch die Beratung bei Kirchenunionsverhandlungen sowie die Beziehung zu den konfessionellen Weltbünden und ihren bilateralen Dialogen gehörten zum Aufgabenbereich von Glauben und Kirchenverfassung – die Beziehung zu den Weltbünden im Bestreben, ihre Aktivitäten in die ökumenische Bewegung zu integrieren.
Beziehungen zu orthodoxen Kirchen
Im Auftrag des Ökumenischen Rates pflegte Lukas Vischer Kontakte zu den orthodoxen Kirchen von Russland, Serbien, Bulgarien, Polen und Armenien sowie zum Ökumenischen Patriarchen Athenagoras I. In späteren Jahren wurde ihm die Beziehung zu Patriarch Ilja II von Georgien besonders wichtig. Die Kontakte zum kommunistischen Osteuropa beinhalteten unter anderem ein beharrliches Eintreten für Menschenrechte und Religionsfreiheit.  Im Blick auf Russland war hierfür die Zusammenarbeit mit dem Vertreter des Moskauer Patriarchats im ÖRK, dem russisch-orthodoxen Theologen Vitaly Borovoy, besonders wichtig. Mit ihm und anderen orthodoxen Kollegen organisierte Lukas Vischer 1964 einen Dialog zwischen Theologen der östlich- und orientalisch-orthodoxen Tradition, um auf die Überwindung der seit 1500 Jahren bestehenden Kirchenspaltung hinzuarbeiten.
Das Zweite Vatikanische Konzil und die Beziehung zur Römisch-katholischen Kirche
Internationale Bekanntheit erlangte Lukas Vischer als offizieller Beobachter des Ökumenischen Rates der Kirchen am Zweiten Vatikanischen Konzil 1962–1965. Die Römisch-katholische Kirche öffnete sich damals mit dem «Ökumenismusdekret» für die Zusammenarbeit mit anderen Kirchen. 1965 nahm eine «Gemeinsame Arbeitsgruppe» zwischen dem Ökumenischen Rat der Kirchen und dem Vatikan ihre Arbeit auf. Lukas Vischer war bis 1979 einer der beiden Sekretäre dieser Gruppe.  Sie befasste sich mit Fragen zur Beziehung von Einheit und Autorität sowie Katholizität und Apostolizität in der Kirche und erstellte jährlich Unterlagen für die Gebetswoche für die Einheit der Christen.

#### Ökumenische Versammlungen und Studien zur Einheit der Kirche
Einheit aller an jedem Ort
Besondere Bedeutung hatte die ÖRK-Vollversammlung von Neu-Delhi 1961 wegen ihrer Erklärung zur Einheit. Sie spricht von einer «völlig verpflichteten Gemeinschaft» «aller an jedem Ort», die verbunden sind durch die Taufe und das Brechen des einen Brotes, durch das Bekenntnis zu Christus und zum einen apostolischen Glauben, durch Evangelium und Gebet sowie durch ein gemeinsames Leben, «das sich in Zeugnis und Dienst an alle wendet». Zugleich sind sie «vereint mit der gesamten Christenheit an allen Orten und zu allen Zeiten in der Weise, dass Amt und Glieder von allen anerkannt werden und dass alle gemeinsam so handeln und sprechen können, wie es die gegebene Lage im Hinblick auf die Aufgaben erfordert, zu denen Gott sein Volk ruft.» Offen blieb das Wie der Umsetzung.
In der Überzeugung, dass man für die Entwicklung einer «völlig verpflichteten Gemeinschaft» von der Arbeitsweise der altkirchlichen Konzile lernen könnte, regte Lukas Vischer noch in Neu-Delhi eine Forschungsarbeit zu den Konzilen an.
1962 nahm eine Studiengruppe mit starker orthodoxer Beteiligung ihre Arbeit auf.  Die Einheitsformel von Neu-Delhi wurde an der 4. Weltkonferenz für Glauben und Kirchenverfassung in Montreal 1963 und an der Kommissionstagung in Aarhus 1964 weiter entfaltet.
Taufe – Eucharistie/Abendmahl – Amt und weitere Studien
Die Arbeit an Amt und Sakramenten stand seit der ersten Weltkonferenz 1927 auf der Agenda von Glaube und Kirchenverfassung. Es gehörte zu Lukas Vischers Aufgaben, sie weiterzuführen. Die Grundhaltung der Kommission zur Trennung beim Abendmahl spiegelt sich im Bericht der Sektion Einheit 1961 in Neu-Delhi: «Wo auch immer die bestehenden Überzeugungen es erlauben, einen unmittelbaren Fortschritt auf dem Gebiet der Abendmahlsgemeinschaft zwischen Kirchen zu erzielen, sollte das getan werden, ohne auf einen Konsensus und gemeinsame Aktionen innerhalb der ökumenischen Bewegung zu warten.» Auch in der Frage des Amtes lagen die kirchlichen Traditionen weit auseinander; und doch kam es im Lauf des Studienprozesses zu einer beachtlichen theologischen Annäherung. Um den Mitgliedskirchen die Rezeption zu erleichtern, war es Lukas Vischer wichtig, einen breit angelegten Prozess der Vernehmlassung durchzuführen. Kurz nach seinem Rücktritt vom ÖRK wurde die Konvergenzerklärung über Taufe, Abendmahl und Amt in Lima verabschiedet (1982).
Weitere Studien in jenen Jahren betrafen Tradition und Traditionen, die Autorität der Bibel, das Konzil von Chalcedon und seine Bedeutung für die ökumenische Bewegung, Gottesdienst heute, Geist, Ordnung und Organisation sowie Gemeinsames Zeugnis und Proselytismus.
Einheit der Kirche – Einheit der Menschheit
Angesichts einer durch Rassismus, Armut, Ungerechtigkeit, Krieg und revolutionäre Gewalt zerrissenen Menschheit entfaltete die ÖRK-Vollversammlung von Uppsala 1968 die Vision von Kirche als Zeichen der kommenden Einheit der Menschheit. «Einheit der Kirche» beschrieb sie als «wahrhaft universale, ökumenische, konziliare Form des gemeinsamen Lebens und Zeugnisses.» «Die Mitgliedskirchen des Ökumenischen Rates der Kirchen, die einander verpflichtet sind, sollten auf die Zeit hinarbeiten, wenn ein wirklich universales Konzil wieder für alle Christen sprechen und den Weg in die Zukunft weisen kann.»
1971 – drei Jahre später – stellt Lukas Vischer im Vorwort zum Bericht der Tagung von Glaube und Kirchenverfassung in Löwen fest: «Die Tagung war … vor allem darum wichtig, weil die Kommission die Frage der Einheit zum ersten Mal  in neuen Zusammenhängen erörterte. Sie war sich darüber klar, dass die Einheit der Kirche nicht allein durch die konfessionellen Unterschiede in Frage gestellt wird. Die Kirche muss die ihr in Christus gegebene Gemeinschaft vielmehr in den Auseinandersetzungen der heutigen Zeit bewähren. Wie kann sie heute Zeichen der Gegenwart Christi sein? Diese Frage kann nur beantwortet werden, wenn die Kirchen mit Entschlossenheit die theologischen Probleme behandeln, die sich aus der gegenwärtigen Situation ergeben, vor allem aber wenn sie sich erneut darüber Rechenschaft abzulegen suchen, was eigentlich ihre raison d’être ist und sie zur Kirche macht.»
Eine umfassende Studie «Die Einheit der Kirche und die Einheit der Menschheit» entfaltete in den folgenden Jahren diese Erkenntnis.  Für die Studienarbeit wurde verstärkt die Zusammenarbeit mit anderen Abteilungen des Ökumenischen Rates der Kirchen gesucht. Beispiele dafür sind die Studien zur Rolle von Behinderten sowie zur Gemeinschaft von Frauen und Männern in der Kirche.
Im Blick auf die weltweite Ungerechtigkeit entwickelte Lukas Vischer mit Max Geiger und André Biéler 1968 das Konzept für die entwicklungspolitische Erklärung von Bern (heute Public Eye). Sein öffentliches Eintreten gegen die Apartheid und für das Anti-Rassismus-Programm des Ökumenischen Rates der Kirchen hatte zur Folge, dass er 1974 vom südafrikanischen Apartheid-Regime ausgewiesen wurde.
Auch interreligiöse Fragen wurden nun im Kontext der Einheit der Menschheit gesehen. 1968 organisierte Lukas Vischer in Cartigny bei Genf den ersten christlich-muslimischen Dialog im Rahmen des ÖRK.  Die Kirchen «müssen sich fragen, …wie Gott in der Geschichte der gesamten Menschheit gegenwärtig ist, wie insbesondere die Rolle der verschiedenen Religionen und Ideologien im Rahmen von Gottes Geschichte zu verstehen ist.»
Konziliare Gemeinschaft
An der 5. ÖRK-Vollversammlung in Nairobi 1975 wurde das Konzept der «konziliaren Gemeinschaft»  offiziell: «Die eine Kirche ist als konziliare Gemeinschaft von Gemeinden (local churches) zu verstehen, die ihrerseits tatsächlich vereinigt sind. In dieser konziliaren Gemeinschaft hat jede der Gemeinden zusammen mit den anderen volle Katholizität…»
Von jeher hatte in der ökumenischen Bewegung nicht nur Zeugnis und Dienst, sondern auch das Gebet einen hohen Stellenwert. Die Versammlung regte deshalb an, die gegenseitige Fürbitte von Kirchen und Gemeinden weltweit zu fördern. Glaube und Kirchenverfassung schuf hierfür 1978 einen «Ökumenischen Fürbittkalender».
Rechenschaft von der Hoffnung
Um «die konfessorische [bekenntnishafte] Gestalt der Suche nach Einheit sichtbar zu machen», initiierte Lukas Vischer 1971 die Studie «Rechenschaft über die Hoffnung, die in uns ist». Christen und kirchliche Gruppen in vielen Ländern beteiligten sich in einem jahrelangen Prozess mit Zeugnissen ihrer konkreten Hoffnung. Der daraus entstandene Bekenntnistext wurde 1978 an der Weltkonferenz für Glauben und Kirchenverfassung in Bangalore angenommen. In der Geschichte der Kommission habe diese Studie «einen Markstein gesetzt», urteilte der ÖRK-Generalsekretär Emilio Castro im Rückblick.
Ein Ausblick: 1983 stand Lukas Vischer nicht mehr im Dienst des Ökumenischen Rates, engagierte sich aber massgeblich für den an der 6. ÖRK-Vollversammlung in Vancouver lancierten «konziliaren Prozess für Gerechtigkeit, Frieden und die Bewahrung der Schöpfung».  Er arbeitete in der ÖRK-Klimagruppe mit und verfolgte die Entwicklung des ÖRK weiterhin mit grosser Aufmerksamkeit.

### Evangelische Arbeitsstelle Ökumene Schweiz und Professur in Bern 1980–1992
Nach Lukas Vischers Ausscheiden aus dem ÖRK wurde eine «Evangelische Arbeitsstelle Ökumene Schweiz» geschaffen, mit Sitz im Haus des Schweizerischen Evangelischen Kirchenbundes in Bern. Die Leitung der Arbeitsstelle und eine neu errichtete Professur für ökumenische Theologie an der Universität Bern boten Vischer die Möglichkeit, seine internationalen ökumenischen Erfahrungen für die Schweiz fruchtbar zu machen.
Für den Kirchenbund verfasste er eine Stellungnahme zu den Konvergenztexten des Ökumenischen Rates der Kirchen über «Taufe, Eucharistie und Amt» sowie – anlässlich des für 1981 geplanten Papstbesuchs – das Memorandum «Die evangelischen Kirchen der Schweiz in der ökumenischen Bewegung». Er gründete eine Arbeitsgruppe Orthodoxie und etablierte bilaterale Beziehungen des Kirchenbundes zu den orthodoxen Kirchen Russlands und Georgiens, zum China Christian Council und zu reformierten Kirchen in Südkorea. 1988 beteiligte er sich an der Gründung der Schweizer Vereinigung der Freunde Georgiens. Als Vorstandsmitglied der 1981 gegründeten Schweizer Sektion der «Action des Chrétiens pour l› Abolition de la Torture» (ACAT) befasste er sich mit Verletzungen der Menschenrechte in aller Welt.
Eine Publikationsreihe «Texte der Evangelischen Arbeitsstelle Oekumene Schweiz» sowie Mitteilungsblätter der Arbeitsstelle an die Pfarrämter informierten die Schweizer Kirchgemeinden über die Relevanz internationaler Versammlungen und regten zur Weiterarbeit an. Für die Medien, Kirchgemeinden und kirchlichen Gremien der Schweiz war Lukas Vischer ein gefragter Referent und Gesprächspartner.
Im Blick auf die Erneuerung der evangelischen Kirchen der Schweiz engagierte er sich von 1983 bis 1987 in der Leitung der Basisbewegung «Schweizerische Evangelische Synode», welche ökumenisch relevante Themen behandelte wie Bekenntnis, Bund für Gerechtigkeit, Frieden und die Bewahrung der Schöpfung, Erneuerung des Gottesdienstes und Christsein in einem reichen Land.
Als Professor für ökumenische Theologie an der Universität Bern griff er aktuelle Themen der ökumenischen Bewegung auf und suchte die Zusammenarbeit mit Kollegen zu Themen wie Aspekte eines ökologisch verantwortlichen Lebensstils, Einheit der Kirche im Neuen Testament, Israel und Palästina, sowie zur Darstellung von Kirchengeschichte in ökumenischer Perspektive. Aus einer Tagung zu diesem Thema ging das Projekt einer Ökumenischen Kirchengeschichte der Schweiz hervor. Die Karlsruher Theologieprofessorin Isa Breitmaier wurde bei ihm promoviert.

### Reformierter Weltbund 1982–1989
An der Generalversammlung des Reformierten Weltbundes in Ottawa 1982 wurde Lukas Vischer zum Vorsitzenden der Theologischen Abteilung gewählt (der Reformierte Weltbund hatte damals seinen Sitz im Ökumenischen Zentrum in Genf). Bis zur folgenden Generalversammlung in Seoul 1989 stellte er vier Themen ins Zentrum: 1) den Beitrag des Reformierten Weltbundes zum konziliaren Prozess für Gerechtigkeit, Frieden und die Bewahrung der Schöpfung, 2) das Bekenntnis der reformierten Kirchen (Studie «Called to Witness to the Gospel Today»), 3) Mission und Einheit sowie 4) Reformierter Gottesdienst. Zusätzlich förderte er bilaterale Dialoge mit anderen evangelischen Weltbünden sowie der Römisch-katholischen Kirche und der Orthodoxie. Sein gleichzeitiges Engagement als Moderator der Programm-Kommission des Centre International Réformé John Knox in Genf (1982–2008) ermöglichte es ihm, dieses Zentrum als Ort für internationale Tagungen des Reformierten Weltbunds zu nutzen und die Ergebnisse in einer Publikationsreihe «John Knox Series» zu veröffentlichen.

### Die ökologische Verantwortung der Kirchen
Bereits in den Jahren 1975–1978 hatte Lukas Vischer sich an zwei Foren der Arbeitsgemeinschaft christlicher Kirchen in der Schweiz für einen «neuen Lebensstil» engagiert.  Seit den 1980er-Jahren war er auf vielen Ebenen eine treibende Kraft für den «konziliaren Prozess gegenseitiger Verpflichtung für Gerechtigkeit, Frieden und Bewahrung der Schöpfung». Dieser Prozess wurde an der Generalversammlung des Reformierten Weltbunds in Ottawa 1982 lanciert. Der Ökumenische Rat der Kirchen nahm den Impuls an der Vollversammlung 1983 in Vancouver auf und berief 1990 dazu die Weltkonvokation von Seoul ein. Lukas Vischer wirkte auch massgeblich mit an der 1. Europäischen Ökumenischen Versammlung in Basel 1989 und an der 2. Europäischen Ökumenischen Versammlung in Graz 1997.
Die Sorge um die Erhaltung von Gottes Schöpfung und die Solidarität mit den Opfern der Klimaerwärmung fand in den Kirchen wenig Aufmerksamkeit, verglichen mit den menschenzentrierten Themen Frieden und Gerechtigkeit. Deshalb legte er den Schwerpunkt seiner persönlichen Arbeit auf die Schöpfungstheologie und die ökologische Verantwortung der Kirchen. Mit Unterstützung der Schweizerischen Evangelischen Synode gelang es 1986, die OekU Kirche und Umwelt zu gründen.  Er beteiligte sich auch am Aufbau des ÖRK-Programms zum Klimawandel. An der 2. Europäischen Ökumenischen Versammlung in Graz 1997 engagierte er sich mit einer Gruppe für den Vorschlag, für das ökologische Zeugnis der Kirchen auf europäischer Ebene eine eigene Struktur zu schaffen. 1998 wurde das Europäische Christliche Umweltnetz ECEN gegründet. ECEN propagiert neben anderen ökologischen Massnahmen die Einführung einer Schöpfungszeit im Kirchenjahr vom 1. September bis 4. Oktober.

### Letzte Projekte: Témoigner ensemble à Genève und Calvin-Jubiläum
Im Bestreben, Einheit auf lokaler Ebene zu stärken, und mit der Unterstützung des Centre John Knox initiierte Lukas Vischer die Bewegung «Témoigner Ensemble à Genève»  (Den Glauben gemeinsam bezeugen – in Genf). In dieser Bewegung sind über 60 Migrationsgemeinden mit den reformierten Gemeinden Genfs verbunden. Das erste öffentliche Treffen dieser Bewegung vereinte am 20. Mai 2007 etwa 3000 Menschen zu einem Fest vor der Kathedrale St. Pierre.
Im Blick auf das Calvin-Jubiläum 2009 engagierte er sich – inzwischen achtzigjährig – auf lokaler, nationaler und internationaler Ebene für eine nicht historisierende, sondern für die heutige Situation relevante Darstellung des Genfer Reformators. Seine schriftlichen Beiträge zu Calvins Sicht von Einheit der Kirche, sozialer Gerechtigkeit, einem sorgfältigen Umgang mit Gottes Schöpfung und Heiligkeit des Lebens in Zeiten bewaffneter Konflikte wurden kurz nach seinem Tod unter dem Titel «Das Vermächtnis Johannes Calvins – Denkanstösse und Handlungsvorschläge für die Kirche im 21. Jahrhundert» vom Reformierten Weltbund und dem Centre John Knox gemeinsam veröffentlicht.
Lukas Vischer starb am 11. März 2008 in Genf. Er wurde auf dem Friedhof von Soglio/Graubünden bestattet.

## Ehrungen
Ehrendoktorate: 1969 Karls-Universität Prag – 1977 Universität Fribourg – 1995 Reformierte Theologische Universität Debrecen – 2000 Reformierte Gáspár-Károli-Universität Budapest – 2007 Universität Genf
1980 Wissenschaftspreis der Stadt Basel

## Schriften in Auswahl
- Basilius der Grosse. Untersuchungen zu einem Kirchenvater des vierten Jahrhunderts. (Diss.), Basel 1953.
- Die Auslegungsgeschichte von 1. Kor. 6,1-11. Rechtsverzicht und Schlichtung. (Habil.), Tübingen 1955.
- Ökumenische Skizzen. Zwölf Beiträge, Frankfurt am Main 1972
- Johannes Feiner/Lukas Vischer (Hg.):  Neues Glaubensbuch. Der gemeinsame christliche Glaube, Freiburg i.Br. 1973.
- Veränderung der Welt – Bekehrung der Kirchen. Denkanstösse der Fünften Vollversammlung des Ökumenischen Rates der Kirchen in Nairobi, Frankfurt am Main 1976, 83-106.
- Fürbitte, Frankfurt am Main 1979.
- Das heimliche Ja. Worte zum Sonntag, Zürich 1987.
- Karin Bredull Gerschwiler/Andreas Karrer/Christian Link/Jan Milic Lochman/Heinz Rüegger (Hg.): Gottes Bund gemeinsam bezeugen. Aufsätze zu Themen der ökumenischen Bewegung, Göttingen 1992.
- Lukas Vischer/Lukas Schenker/Rudolf Dellsperger (Hg.): Ökumenische Kirchengeschichte der Schweiz,  Freiburg (Schweiz)/Basel 1994.
- Arbeit in der Krise. Theologische Orientierungen, Neukirchen-Vluyn 1996.
- Jean Jacques Bauswein / Lukas Vischer (ed.), The Reformed Family Worldwide: A Survey of Reformed Churches, Theological Schools, and International Organizations, William B. Eerdmans Publishing Company Grand Rapids, Michigan/Cambridge, U.K., 1999.
- Verantwortliche Gesellschaft? Über Zukunftsfähigkeit, Solidarität und Menschenrechte, Neukirchen-Vluyn 2001.
- Die Konvergenztexte über Taufe, Abendmahl und Amt, Wie sind sie entstanden? Was haben sie gebracht? In: Internationale Kirchliche Zeitschrift, Jg. 92, Juli/September 2002/3, SS. 139–178.
- Lukas Vischer (ed.), Listening to Creation Groaning: Report and Papers from a Consultation on Creation Theology organised by the European Christian Environmental Network (ECEN) at the John Knox International Reformed Center from March 28 to April 1st 2004, Geneva: Centre International Réformé John Knox, 2004.
- The Legacy of John Calvin. Some actions for the Church in the 21st Century, World Alliance of Reformed Churches (ed.), Geneva 2008.
- Tamara Grdzelidze/Martin George/Lukas Vischer (ed.), Witness through Troubled Times: A History of the Orthodox Church of Georgia, 1811 to the Present, London 2006.
- Lukas Vischer/Christian Link/Ulrich Luz (Hg.): Ökumene im Neuen Testament und heute, Göttingen 2009.

Über Lukas Vischer
- Andreas Karrer: Lukas Vischer (* 1926), in: Stephan Leimgruber/Max Schoch (Hg.): Gegen die Gottvergessenheit. Schweizer Theologen im 19. und 20. Jahrhundert, Basel 1990, 521-538.
- Karin Bredull Gerschwiler/Andreas Karrer/Christian Link/Jan Milic Lochman/Heinz Rüegger (Hg.): Ökumenische Theologie in den Herausforderungen der Gegenwart. Lukas Vischer zum 65. Geburtstag, Göttingen 1991.
- Geiko Müller-Fahrenholz: Ein prophetischer Zeuge. Zum 75. Geburtstag von Lukas Vischer, Evangelische Theologie Jg. 72, 2002/2, 123-136.
- Michael Quisinsky: Ökumenische Perspektiven auf Konzil und Konziliarität. Lukas Vischer und die Vision eines «universalen Konzils», in: Catholica. Vierteljahresschrift für ökumenische Theologie 66. Jahrgang 4 2012, 241-253.

## TV-Beiträge und Filme
- Kirchen-Petition für das Klima, Stellungnahme von Lukas Vischer, Vorstand Arbeitsgruppe Kirche-Umwelt, in: Tagesschau vom 28. Mai 1996, 1 Min 40
- Film Témoigner ensemble à Genève 2007